# Campeonato de Tercera División 1937 (Argentina)
El Campeonato de Tercera División de 1937 fue el torneo que constituyó la tercera temporada de la tercera división de argentina en la era profesional de la rama de los clubes directamente afiliados a la AFA y la tercera edición de la Tercera División bajo esa denominación. Fue disputado por 14 equipos.
No hubo nuevos participantes debido a que aún no había descensos de la Segunda División y que no hubo nuevos afiliados.
Se consagró campeón Acassuso, tras vencer por 2 a 1 en el partido de vuelta de la final a Los Andes, y obtuvo el único ascenso.

## Ascensos y descensos
| Desafiliados       |
| ------------------ |
| 25 de Mayo         |
| General San Martín |
| San Miguel         |

| Posición | Ascendidos a la Segunda División |
| -------- | -------------------------------- |
| Campeón  | Sportivo Alsina                  |

| Nuevos afiliados |
| ---------------- |
| No hubo          |

| Descendidos de la Segunda División |
| ---------------------------------- |
| No hubo                            |

- De esta manera, el número de participantes se redujo a 14

## Equipos participantes
| Equipo                | Ciudad          |
| --------------------- | --------------- |
| Bella Vista           | Bella Vista     |
| Boulogne              | Boulogne        |
| Central Argentino     | Villa Ballester |
| Huracán de San Justo  | San Justo       |
| El Progreso           | Lanús           |
| Estrella Blanca       | Lanús           |
| Justo José de Urquiza | Caseros         |
| Los Andes             | Lomas de Zamora |
| Marplatense           | Lanús           |
| Progresista           | Gerli           |
| Ramsar                | Ramos Mejía     |
| Acassuso              | San Isidro      |
| Sp. Florida           | Florida         |
| Sp. Palermo           | Buenos Aires    |

|  |

### Distribución geográfica de los equipos
| Región                        | Cant. | Equipos                                    |
| ----------------------------- | ----- | ------------------------------------------ |
| Partido de Lanús              | 3     | El Progreso, Estrella Blanca y Marplatense |
| Partido de San Isidro         | 2     | Acassuso y Boulogne                        |
| Partido de La Matanza         | 2     | Huracán de San Justo y Ramsar              |
| Partido de Avellaneda         | 1     | Progresista                                |
| Partido de General San Martín | 1     | Central Argentino                          |
| Partido de Lomas de Zamora    | 1     | Los Andes                                  |
| Partido de San Miguel         | 1     | Bella Vista                                |
| Partido de Tres de Febrero    | 1     | Justo José de Urquiza                      |
| Partido de Vicente López      | 1     | Sp. Florida                                |
| Ciudad de Buenos Aires        | 1     | Sp. Palermo                                |

## Formato
Los catorce equipos fueron divididos en dos zonas de siete equipos. En cada una de las zonas se enfrentaron todos contra todos a dos rondas. El ganador de cada una de las zonas clasificó a la final por el ascenso.

### Ascensos
El ganador de la final se consagró campeón obtuvo el ascenso a la segunda división.

### Descensos
No hubo descensos esta temporada ya que no había categoría inferior.

## Zona A
| Pos. | Equipo                | Pts. | PJ | PG | PE | PP | GF | GC | Dif. |
| ---- | --------------------- | ---- | -- | -- | -- | -- | -- | -- | ---- |
| 1.º  | Acassuso              | 20   | 12 | 9  | 2  | 1  | 23 | 7  | 16   |
| 2.º  | Sp. Florida           | 18   | 12 | 8  | 2  | 2  | 26 | 10 | 16   |
| 3.º  | Boulogne              | 11   | 12 | 4  | 3  | 5  | 11 | 8  | 3    |
| 4.º  | Central Argentino     | 11   | 12 | 4  | 3  | 5  | 14 | 16 | −2   |
| 5.º  | Justo José de Urquiza | 11   | 12 | 4  | 3  | 5  | 14 | 23 | −9   |
| 6.º  | Sp. Palermo           | 8    | 12 | 4  | 0  | 8  | 17 | 27 | −10  |
| 7.º  | Bella Vista           | 5    | 12 | 2  | 1  | 9  | 10 | 24 | −14  |

|  | Ganó la zona y clasificó a la final por el campeonato. |

## Zona B
| Pos. | Equipo               | Pts. | PJ | PG | PE | PP | GF | GC | Dif. |
| ---- | -------------------- | ---- | -- | -- | -- | -- | -- | -- | ---- |
| 1.º  | Los Andes            | 22   | 12 | 11 | 0  | 1  | 19 | 5  | 14   |
| 2.º  | Progresista          | 14   | 12 | 7  | 0  | 5  | 26 | 14 | 12   |
| 3.º  | Marplatense          | 11   | 12 | 5  | 1  | 6  | 15 | 15 | 0    |
| 4.º  | El Progreso          | 10   | 12 | 5  | 0  | 7  | 16 | 10 | 6    |
| 5.º  | Estrella Blanca      | 10   | 12 | 5  | 0  | 7  | 16 | 18 | −2   |
| 6.º  | Ramsar               | 10   | 12 | 5  | 0  | 7  | 11 | 25 | −14  |
| 7.º  | Huracán de San Justo | 7    | 12 | 3  | 1  | 8  | 9  | 25 | −16  |

|  | Ganó la zona y clasificó a la final por el campeonato. |

## Final
Los ganadores de cada zona, Acassuso y Los Andes, se enfrentaron en dos partidos para definir al campeón, los estadios de disputa fueron elegidos por sorteo.
| Ida            | Ida       | Ida            | Ida          | Ida             | Ida |
| Ganador Zona B | Resultado | Ganador Zona A | Estadio      | Fecha           |     |
| -------------- | --------- | -------------- | ------------ | --------------- | --- |
| Los Andes      | 2 - 3     | Acassuso       | Doble Visera | 11 de noviembre |     |

| Vuelta                                                                             | Vuelta    | Vuelta         | Vuelta                 | Vuelta          | Vuelta |
| Ganador Zona A                                                                     | Resultado | Ganador Zona B | Estadio                | Fecha           |        |
| ---------------------------------------------------------------------------------- | --------- | -------------- | ---------------------- | --------------- | ------ |
| Acassuso                                                                           | 2 - 1     | Los Andes      | Brandsen y Del Crucero | 18 de noviembre |        |
| Acassuso se consagró campeón con un global de 5 - 3 y ascendió a Segunda División. |           |                |                        |                 |        |